# محمد عمار الراوي
الأستاذ الدكتور محمد عمار حمد الراوي هو عالم عراقي في مجال علوم الحياة.

## ولادته ونشأته
اسمه الكامل هو محمد عمار حمد عبد القادر علي حمد علي ياس حمد السرحان الراوي، ولد في مدينة راوة غرب العراق عام 1926.

## الدراسة
أكمل دراسته الابتدائية في راوة وأنهى الدراسة المتوسطة والإعدادية في مدينة عانة والتحق بمعهد دار المعلمين العالية عام 1948، وحصل على البكالوريوس عام 1952، وعين مدرسا في ثانوية في مدينة الرمادي 1952-1953.
التحق ببعثة إلى الولايات المتحدة الأمريكية عام 1953 وحصل على شهادة الماجستير 1956، ثم حصل على الدكتوراه عام 1958 من جامعة منيسوتا،

## اعماله
عاد من خارج العراق للعمل في مجال التدريس في كلية العلوم في جامعة بغداد، ومن خلال عمله الاكاديمي درس مواضيع أهمها علم الحيوان وعلم الأحياء وعلم الحشرات، وأسس فرع علم البيئة وكان مسؤول تخصص علم البيئة لعدة سنوات (بمثابة فرع)، رئيس قسم لثلاث مرات (الحيوان والحشرات في كلية الزراعة وعلوم الحياة في كلية التربية والعلوم)، وحصل على اللقب أستاذ متمرس من جامعة بغداد سنة 2001 وأحيل إلى تقاعد عام 2008. ويعرف عنه أنه كان يداوم في الكلية بزي عربي.
كان رئيسا لجمعية نشر العلوم والثقافة منذ تأسيسها عام 1960. كما كان مؤسسا ورئيسا لجامعة الشعب التي أنشأتها هذه الجمعية عام 1963 ثم اندمجت مع الجامعة المستنصرية سنة 1964 ليكون اسمها الكلية الجامعة.
كذلك ترأس جمعية علوم الحياة العراقية للفترة من 1962 إلى عام 1970.
كان عضوا قياديا في حزب البعث العربي الاشتراكي فقد كان في قيادة لجنة تنظيم القطر وكان له دور في ثورة 8 شباط 1963، وعين سفيراً في وزارة الخارجية.
أصبح وزيرا للزراعة سنة 1963.

## من مؤلفاته
ألف كتبا عديدة واستعمل اللغة العربية في التعليم الجامعي وعمل في مجال تعريب العلوم وترجمة الكتب، ومن مؤلفاته:
- ترجمة كتاب: أسس علم البيئة[10]
- ترجمة كتاب: التلوث البيئي[11]
- علم الحيوان العلمي للصفوف الجامعية الأولى[12]
- دابة الأرض بحث تمهيدي عن حياة الأرضة الاجتماعية وأهميتها الاقتصادية وطرق مقاومتها[13]
- علم بيئة الحيوان[14]